# 대니얼 알페이
대니얼 마크 알페이(Daniel Mark Alfei, 1992년 2월 23일 ~ )는 웨일스의 축구 선수이다. 현재 프리미어리그의 스완지 시티에서 수비수로 뛰고 있다.